# Ред-Лік (Техас)
Ред-Лік (англ. Red Lick) — місто (англ. city) в США, в окрузі Бові штату Техас. Населення — 946 осіб (2020).

## Географія
Ред-Лік розташований за координатами 33°29′5″ пн. ш. 94°9′42″ зх. д. / 33.48472° пн. ш. 94.16167° зх. д. (33.484623, -94.161531).  За даними Бюро перепису населення США в 2010 році місто мало площу 4,99 км², з яких 4,71 км² — суходіл та 0,28 км² — водойми.

## Демографія
Згідно з переписом 2010 року, у місті мешкало 1008 осіб у 364 домогосподарствах у складі 301 родини. Густота населення становила 202 особи/км².  Було 374 помешкання (75/км²).
Расовий склад населення:
| - 91,0 % — білих - 4,5 % — чорних або афроамериканців - 1,7 % — корінних американців - 1,1 % — осіб інших рас |

До двох чи більше рас належало 1,8 %. Частка іспаномовних становила 3,8 % від усіх жителів.
За віковим діапазоном населення розподілялося таким чином: 25,2 % — особи молодші 18 років, 60,0 % — особи у віці 18—64 років, 14,8 % — особи у віці 65 років та старші. Медіана віку мешканця становила 42,6 року. На 100 осіб жіночої статі у місті припадало 96,9 чоловіків;  на 100 жінок у віці від 18 років та старших — 94,3 чоловіків також старших 18 років.
Середній дохід на одне домашнє господарство  становив 82 168 доларів США (медіана — 58 690), а середній дохід на одну сім'ю — 91 181 долар (медіана — 68 750). За межею бідності перебувало 9,7 % осіб, у тому числі 14,5 % дітей у віці до 18 років та 5,3 % осіб у віці 65 років та старших.
Цивільне працевлаштоване населення становило 461 особа. Основні галузі зайнятості: освіта, охорона здоров'я та соціальна допомога — 23,0 %, роздрібна торгівля — 14,3 %, науковці, спеціалісти, менеджери — 12,4 %.